# Višňovka
Višňovka je soubor obytných domů na Zeleném Předměstí v Pardubicích V. Nachází se v jižní části města, mezi sídlištěm Dukla a kasárnami železničniho vojska. 

## Historie
Do poloviny 50. let 20. století zde bývaly rozsáhlé proluky s řídkou zástavbou poblíž silnice na Chrudim.

## Výstavba sídliště
Výstavba sídliště prostorově i časově navazovala na ukončení výstavby sídliště Dukla, tj. byla zahájena v roce 1957 a trvala do roku 1961. Byla zde také opakovaně použita technologie cihelných blokopanelů převzatá z Dukly včetně typizace objektů. Ve středu sídliště Višňovka byla umístěna stejnojmenná základní škola (24 tříd) s externími pavilony a mateřská škola. Na jihu stojí jesle. Občanské vybavení bylo koncentrováno do přízemí bytových objektů při Devotyho ulici. Sídliště bylo napojeno na městskou hromadnou dopravu jednak z ulice S.K. Neumanna a z ulice Gottwaldovy, dnes Palacha. Hlavním architektem projektu byl arch. Miloš Návesník a dále I. Přistoupil, Fr. Fuxa.